# Big Time Movie
Big Time Movie è un film per la televisione del 2012 della serie Nickelodeon Big Time Rush. I Big Time Rush sono a Londra per dare inizio al loro tour mondiale, ma lì entrano a far parte di una missione per salvare il mondo. È diretto da Savage Steve Holland.
In italia è stato trasmesso in prima visione assoluta nel 2014 su Rai Gulp.

## Trama
Kendall Knight, James Diamond, Carlos Garcia e Logan Mitchell sono un gruppo di spie, nel sogno di Carlos.
In realtà i Big Time Rush stanno andando a Londra per la loro prima tappa del loro tour mondiale. Carlos inizia a credere che il suo sogno si realizzi, mentre tutti gli dicono di no. Nel mentre l'agente Lane è inseguito da alcuni scagnozzi di Atticus Moon (che tra l'altro è il proprietario della compagnia aerea dove i Big Time Rush avevano viaggiato), che vuole riprendersi un congegno che può azzerare la gravità che gli servirà per conquistare il mondo; così Lane scambia il suo zaino con quello di Kendall. Intanto Katie sogna di diventare una principessa incontrando un duca o qualcuno di reale.
Mentre sono in albergo arrivano degli agenti del MI6 che vogliono riprendere il congegno, intanto arriva anche Penny Lane, figlia dell'agente Lane, che cerca di prendere anche lei lo zaino, infine arrivano degli agenti svedesi anche loro lì per lo zaino. In questo modo stanno per rovinare il loro tour.

## Colonna sonora
La colonna sonora è composta da varie canzoni dei Beatles ricantate dal gruppo.
- Help!
- Can't Buy Me Love
- We Can Work It Out
- Revolution
- A Hard Day's Night
- I Want to Hold Your Hand
- Elevate